# テイルズ・フロム・ザ・ハドソン
『テイルズ・フロム・ザ・ハドソン』（Tales from the Hudson）は、アメリカ合衆国のジャズ・サクソフォーン奏者、マイケル・ブレッカーが1996年に発表した、単独リーダー作としては4作目のスタジオ・アルバム。

## 背景
「ソング・フォー・ビルバオ」は、本作にも参加したパット・メセニーが1982年に録音したライブ・アルバム『トラヴェルズ』収録曲の再演で、「アフリカン・スカイズ」はブレッカー・ブラザーズ名義のアルバム『アウト・オブ・ザ・ループ』（1994年）収録曲の再演である。ブレッカーの単独リーダー・アルバムとしては初めて、ウインドシンセサイザーを使用せず、テナー・サクソフォーンの演奏に絞り込まれた。

## 反響・評価
アメリカの『ビルボード』では、ジャズ・アルバム・チャートで2位に達した。
第39回グラミー賞では、本作が最優秀ジャズ・インストゥルメンタル・パフォーマンス賞（個人またはグループ）を受賞し、収録曲「キャビン・フィーヴァー」は最優秀ジャズ・インストゥルメンタル・ソロ賞を受賞した。スコット・ヤナウはオールミュージックにおいて5点満点中4点を付け「若手のサクソフォーン奏者に多大な影響を与えたマイケル・ブレッカーは、この良質かつストレート・アヘッドなモダン・ジャズ作品で、自身が受けてきた影響を垣間見せた。"Midnight Voyage"における一部のパートは、驚くほどスタンリー・タレンタイン的、あるいはアーニー・ワッツやジョン・コルトレーンといった彼のルーツを示している」と評している。

## トラック・リスト
特記なき楽曲はマイケル・ブレッカー作。
| #  | タイトル | 作詞 | 作曲・編曲 | 時間 |
| -- | --- | ---- | ---------- | ---- |
| 1. | 「スリングス・アンド・アローズ - Slings and Arrows」                                                         |      |            | 6:20 |
| 2. | 「ミッドナイト・ヴォヤージ - Midnight Voyage」(Joey Calderazzo)                                              |      |            | 7:18 |
| 3. | 「ソング・フォー・ビルバオ - Song for Bilbao」(Pat Metheny)                                                  |      |            | 5:44 |
| 4. | 「ボー・リヴァージュ - Beau Rivage」                                                                         |      |            | 7:38 |
| 5. | 「アフリカン・スカイズ - African Skies」                                                                     |      |            | 8:13 |
| 6. | 「イントロダクション・トゥ・ネイキッド・ソウル - Introduction to Naked Soul」(Michael Brecker, Dave Holland) |      |            | 1:13 |
| 7. | 「ネイキッド・ソウル - Naked Soul」                                                                          |      |            | 8:45 |
| 8. | 「ウィリー・T. - Willie T.」(Don Grolnick)                                                                   |      |            | 8:13 |
| 9. | 「キャビン・フィーヴァー - Cabin Fever」                                                                     |      |            | 6:59 |

## パーソネル
- マイケル・ブレッカー – テナー・サクソフォーン
- パット・メセニー - ギター、ギターシンセサイザー
- ジョーイ・カルデラッツォ - ピアノ(on #1, #2, #4, #6, #7, #8, #9)
- マッコイ・タイナー - ピアノ(on #3, #5)
- デイヴ・ホランド - ダブル・ベース
- ジャック・ディジョネット - ドラムス
- ドン・アライアス - パーカッション(on #3, #5)